# Jean (émissaire)
Pour les articles homonymes, voir Jean.
Jean (en grec ancien : Ιωάννης (Ioánnis), en latin : Ioannes) est un officier byzantin actif au cours des soulèvements berbères dans la préfecture du prétoire d'Afrique au milieu du vie siècle. Il est originaire d'Afrique et est le fils d'un certain Stephanus. Doté de présents exceptionnels, il est envoyé en 548 par le gouverneur Jean Troglita pour réconcilier les chefs berbères alliés des Byzantins, Cusina et Ifisdaïas, qui se sont affrontés peu de temps auparavant, menaçant l'expédition militaire en cours. L'opération est un succès.